# 皆殺しの挽歌
『皆殺しの挽歌』（原題：Degüello）は、アメリカ合衆国のロック・バンド、ZZトップが1979年に発表した6作目のスタジオ・アルバム。ワーナー・ブラザース・レコード移籍第1弾アルバムとして発表された。

## 背景
前スタジオ・アルバム『テハス』（1976年）発表に伴うツアーの終了後、ZZトップは活動を休止しており、その間にマネージャーのビル・ハムがワーナー・ブラザース・レコードとの契約を得た。
「アイ・サンキュー」は、1968年にサム&デイヴの歌唱でヒットした曲のカヴァー。「ダスト・マイ・ブルーム」はブルースのスタンダード・ナンバーで、ロバート・ジョンソンの「I Believe I'll Dust My Broom」が原曲だが、ZZトップはエルモア・ジェームスが1951年に録音したヴァージョンに基づいている。
アルバムのクレジットには明記されていないが、ZZトップは本作収録曲「チンピラ・ダンディ」で初めてシンセサイザーを導入した。

## 反響・評価
本作はアメリカのBillboard 200で24位に達し、本作からのシングルは「アイ・サンキュー」がBillboard Hot 100で34位、「チンピラ・ダンディ」が89位に達した。
Stephen Thomas Erlewineはオールミュージックにおいて「1973年の『トレス・オンブレス』以来の傑作」「"Cheap Sunglasses"や"Fool for Your Stockings"が示しているように、グルーヴはよりハードかつ滑らかになり、また、彼らの斜に構えた感性やユーモアが強く出始めた」と評している。

## 収録曲
特記なき楽曲はビリー・ギボンズ、ダスティ・ヒル、フランク・ベアードの共作。
1. アイ・サンキュー "I Thank You" (Isaac Hayes, David Porter) – 3:25
2. あの娘はクルマに夢中 "She Loves My Automobile" – 2:23
3. アイム・バッド、アイム・ネーションワイド "I'm Bad, I'm Nationwide" – 4:53
4. ア・フール・フォー・ユア・ストッキング "A Fool for Your Stockings" – 4:16
5. マニック・メカニック "Manic Mechanic" – 2:36
6. ダスト・マイ・ブルーム "Dust My Broom" (Elmore James) – 3:09
7. ローダウン・イン・ザ・ストリート "Lowdown in the Street" – 2:50
8. ハイ・ファイ・ママ "Hi Fi Mama" – 2:25
9. チンピラ・ダンディ "Cheap Sunglasses" – 4:48
10. ひとりぼっちのエスター "Esther Be the One" – 3:31

## 参加ミュージシャン
- ビリー・ギボンズ - ボーカル、 ギター、バリトン・サックス
- ダスティ・ヒル - ボーカル、ベース、テナー・サックス
- フランク・ベアード - ドラムス、パーカッション、アルト・サックス